# Karl-Marx-Hof
Karl-Marx-Hof (Dvůr Karla Marxe) je obytný komplex v rakouském hlavním městě Vídni. Nachází se na ulici Heiligenstädter Straße v obvodu Döbling na severu města.
Stavba leží na místě někdejšího ramene Dunaje, které bylo za vlády Josefa II. vysušeno a vznikly zde zahrady. Městská zástavba se do oblasti zvané Hagenwiese rozšířila po první světové válce, kdy vládnoucí sociální demokraté ve snaze zlepšit životní podmínky nemajetných vrstev zahájili program rozsáhlé výstavby levných nájemných bytů, převážně v komunitních objektech nazvaných Gemeindebau. Největší z nich byl Karl-Marx-Hof, jehož stavba byla zahájena v roce 1927 a slavnostně ho otevřel 12. října 1930 vídeňský starosta Karl Seitz.
Karl-Marx-Hof patří k největším bytovým domům na světě. Skládá se ze dvou obdélníkových bloků propojených centrálním křídlem s obloukovými průjezdy a dekorativními rizality, zaujímá celkovou plochu 156 000 m². Dům je dlouhý 1050 metrů a jsou podél něj rozmístěny čtyři tramvajové zastávky. Nachází se zde 1382 bytů a původně zde bydlelo až pět tisíc lidí. Součástí komplexu jsou také obchody, lékařské ordinace, dětské jesle, knihovna a společná prádelna. Ve vnitroblocích a na centrálním náměstí byla vysázena zeleň. Kvalita bydlení se blížila tehdejším středostavovským standardům, obyvatelé měli k dispozici elektřinu, topení a tekoucí vodu, plocha bytů se pohybovala od třiceti do šedesáti čtverečních metrů. Zároveň se ovšem od nájemníků vyžadovalo přesné dodržování domovního řádu. Budovu navrhl architekt a urbanista Karl Ehn a autorem sochařské výzdoby je Josef Franz Riedl.
Nájemníci pocházeli převážně z dělnického prostředí a jejich levicovou orientaci vyjadřovala i rudá barva fasády. Budova byla okázalým symbolem „Rudé Vídně“ a vyvolávala nenávist rakouské pravice. V únoru 1934 zde došlo k bojům mezi Schutzbundem a Heimwehrem, dobytí Karl-Marx-Hofu velel Karl Biedermann, podle nějž byl dům v období austrofašismu pojmenován Biedermannhof a později Heiligenstädter Hof, po druhé světové válce mu byl navrácen původní název.
Na konci druhé války byl Karl-Marx-Hof zasažen při bombardování nedalekého heiligenstadtského nádraží. V osmdesátých letech prošla budova rozsáhlou rekonstrukcí, kdy byly mj. instalovány výtahy. V roce 2010 byla v prostorách prádelny otevřena expozice o dějinách dvora.